# ZooKeys
ZooKeys — міжнародний науковий журнал, що реферується, присвячений проблемам систематики, таксономії, філогенії, біогеографії, фауністики та близьких тем екології тварин. Публікації знаходяться у вільному доступі. Заснований у липні 2008 року. Журнал з 2009 року співпрацює з Фондом Вікімедіа і надав право Вікіпедії (Wikimedia Commons, Wikispecies та іншим проєктам Фонду Вікімедіа) вільно використовувати свої зображення для цілей енциклопедії.

## Історія
Журнал був заснований у 2008 році, видається Pensoft Publishers. Пропоновані авторами рукописи попередньо розглядаються професійними рецензентами, після чого публікуються на сайті журналу та у друкованому паперовому форматі. Усі його публікації відкриті для вільного доступу всім охочим. Усі описані в ньому нові таксони тварин ZooKeys індексує в найбільшій світовій базі даних інтернет-енциклопедії Encyclopedia of Life в день публікації та в ZooBank. За кількістю нових для науки таксонів тварин журнал ZooKeys займає друге місце у світі серед десяти найбільш продуктивних за цим показником зоологічних видань. Журнал індексується у всіх великих наукових базах: Science Citation Index, Scopus, AGRICOLA, Biological Abstracts, BIOSIS Previews, CrossRef, Current Contents/ Agriculture, Biology & Environmental Sciences, Dimensions, MEDLINE/PubMed, Mendeley, та інших. Головний редактор — американський ентомолог Террі Ервін (Смітсонівський інститут, США).
Рівень цитування (Імпакт-фактор, Science Citation Index) журналу ZooKeys за час видання зріс з 0,517 до 1,079 (на 2018). За даними SCimagoJr.com журнал знаходиться на четвертому місці у своїй категорії наук (зоологія) серед усіх зоологічних журналів Східної Європи (SCimagoJr.com, 2018).

## Тематика
Головною тематикою журналу є публікація описів нових таксонів тварин, світові та регіональні ревізії, огляди фаун та інші питання та проблеми систематики, таксономії, філогенії, біогеографії, фауністики та близьких тем екології тварин. За перші десять років журнал опублікував описи 8977 нових для науки видів, 650 нових родів та підродів, 45 нових родин (підродин, триб тощо). Серед авторів понад 5 тисяч вчених із понад 130 країн світу. Серед них переважають представники таких країн як Китай, США, Бразилія, Італія, Німеччина та Канада. Публікації журналу регулярно привертають увагу міжнародних новинних агентств, газет і журналів, серед яких такі як Washington Post, FOX News, CNN, BBC News, The Independent, The Huffington Post, РІА Новини, Gazeta.ru, Wired, Le Figaro, Die Welt, Spiegel, National Geographic Australia, The Japan Times, The Hindustan Times, National Geographic, The New York Times, Sky News, The Guardian, ABC, Publico, Stern, El Pais та інші.